# Грос Штитен
Грос Штитен (њем. Groß Stieten) општина је у њемачкој савезној држави Мекленбург-Западна Померанија. Једно је од 91 општинског средишта округа Нордвестмекленбург. Према процјени из 2010. у општини је живјело 754 становника. Посједује регионалну шифру (AGS) 13058042.

## Географски и демографски подаци
Грос Штитен се налази у савезној држави Мекленбург-Западна Померанија у округу Нордвестмекленбург. Општина се налази на надморској висини од 42 метра. Површина општине износи 6,5 km². У самом мјесту је, према процјени из 2010. године, живјело 754 становника. Просјечна густина становништва износи 116 становника/km².